# Гэблдон, Диана
Диа́на Джин Гэблдон (англ. Diana Jean Gabaldon; род. 11 января 1952 года, Аризона, США) — американская писательница.

## Биография
Родилась 11 января 1952 года в Флагстаффе в семье сенатора от Аризоны Тони Гэблдона.
Диана Гэблдон получила степень бакалавра по зоологии в Университете Северной Аризоны, степень магистра в области морской биологии в Калифорнийском университете в Сан-Диего и докторскую степень по экологии в Университете Северной Аризоны.
В настоящее время писательница живёт в Финиксе, штат Аризона. Замужем за Дугом Уоткинсом (англ. Doug Watkins). Имеет троих взрослых детей. Её сын, Сэм Сайкс, — также писатель.

### Чужестранка
1. Чужестранка (англ. Outlander, 1991)
2. Стрекоза в янтаре (англ. Dragonfly in Amber, 1992)
3. Путешественница (англ. Voyager, 1993)
4. Барабаны осени (англ. The Drums of Autumn, 1996)
5. Огненный крест (англ. The Fiery Cross, 2000)
6. Дыхание снега и пепла (англ. A Breath of Snow and Ashes, 2005)
7. Эхо прошлого (англ. An Echo in the Bone, 2009)
8. Написано кровью собственного сердца (англ. Written in My Own Heart's Blood, 2013)
9. Скажи пчёлам, что меня больше нет (Go tell the bees that i am gone, 2023)

### Лорд Джон
1. Lord John and the Private Matter (2003)
2. Lord John and the Brotherhood of the Blade (2007)
3. Lord John and the Hand of Devils (2007)
4. Шотландский узник (англ. The Scottish Prisoner, 2011)
5. Lord John and the Plague of Zombies (2011)

### На русском языке

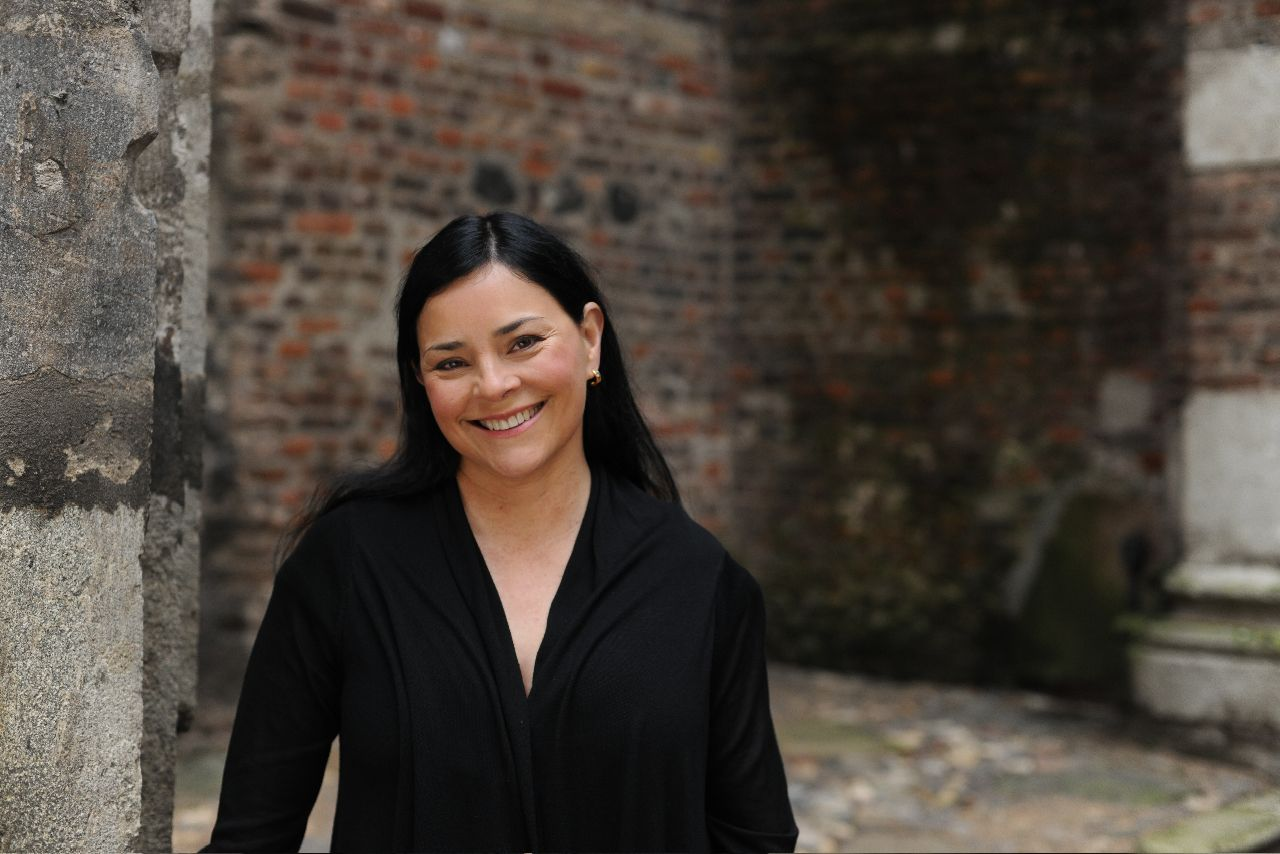
Гэблдон в 2010 году

На русском языке издавались её книги:
- Чужеземец
  - Чужеземец. (АСТ Москва, Транзиткнига. Переводчик: И. Ростоцкая, 2005 г.) ISBN 5-17-029687-8, 5-9713-0496-8, 5-9578-1683-3
  - Чужеземец. Запах серы (АСТ Москва, Хранитель, 2006 г. Переводчик: Елена Черникова) ISBN 5-17-036205-6, 5-9713-2083-1, 5-9762-0234-9
- Чужестранка (Эксмо, Домино. Переводчик: Л. Лебедева)
  - Чужестранка. Книга 1. Восхождение к любви 2009 г. ISBN 978-5-699-33368-4, ISBN 978-5-699-33366-0
  - Чужестранка. Книга 2. Битва за любовь. 2009 г. ISBN 978-5-699-33368-4, ISBN 978-5-699-33367-7
  - Чужестранка (переиздание, 2 книги в одном томе, 2011 г.) ISBN 978-5-699-53503-3
- Стрекоза в янтаре. (Переводчики Наталья Рейн, Н. Жабина)
  - Стрекоза в янтаре. (1996 год, Центрполиграф)
    - Книга 1. ISBN 5-218-00131-7
    - Книга 2. ISBN 5-218-00132-5

  - Стрекоза в янтаре. (Домино, Эксмо, 2009 г. Переводчики: Н. Жабина, Наталья Рейн)
    - Книга 1. Разделённые веками. ISBN 978-5-699-35027-8, ISBN 978-5-699-35029-2
    - Книга 2. Время сражений ISBN 978-5-699-35028-5
- Путешественница. (Эксмо, Домино, 2011 г. Переводчик: Виталий Волковский)
  - Путешественница. Книга 1. Лабиринты судьбы. ISBN 978-5-699-46353-4, ISBN 978-5-699-46355-8
  - Путешественница. Книга 2. В плену стихий. ISBN 978-5-699-46355-8, ISBN 978-5-699-46354-1
- Барабаны осени (АСТ Москва, Транзиткнига. 2006 год. Переводчик: Татьяна Голубева)
  - Барабаны осени. О, дерзкий новый мир. ISBN 5-17-021096-5, ISBN 5-9713-0586-7, ISBN 5-9578-2541-7
  - Барабаны осени. Удачный ход. ISBN 5-17-036206-4, ISBN 5-9713-1883-7, ISBN 5-9578-3764-4

- Огненный крест.
  - Огненный крест. Книга 1. Священный союз. ISBN 978-5-699-92632-9
  - Огненный крест. Книга 2. Зов времени. ISBN 978-5-699-93581-9

- Лорд Джон и суккуб (Переводчик: Н. И. Виленская)
- Гуманный убийца (англ. Humane Killer) соавтор: Сэм Сайкс // в антологии «Книга драконов» (М.: Эксмо, СПб.: Домино, 2011. переводчик М. Семёнова) ISBN 978-5-699-52160-9
- Девственники (англ. Virgins) // в антологии «Смертельно опасны» (повесть, перевод М. Вершовского), М.: АСТ, 2015. ISBN 978-5-17-086715-8

## Премии
- Премия RITA[англ.] (1992) — премия Ассоциации романистов Америки[англ.] за первый роман «Чужеземец».
- Премия «Перо»[англ.] (2006) — в категории «Фантастика/Фэнтези/Ужасы» за шестой том «Чужеземца» — «A Breath of Snow and Ashes».